# Route nationale 88 (Estonie)
Pour les articles homonymes, voir Route nationale 88.
La route nationale 88 (Tugimaantee 88) est une route nationale estonienne reliant Rakvere à Rannapungerja. Elle mesure 70,8 km.

## Tracé
- Comté de Viru-Ouest
  - Rakvere
  - Piira
  - Vetiku (en)
  - Mõdriku
  - Rägavere
  - Kantküla (en)
  - Nurkse (en)
  - Männikvälja (en)
  - Sae (en)
  - Aravuse (en)
  - Kõrma (en)
  - Anguse (en)
  - Palasi (en)
  - Tudu
  - Kaukvere (en)
- Comté de Viru-Est
  - Oonurme (en)
  - Kellassaare (en)
  - Tagajõe (en)
  - Sahargu (en)
  - Tudulinna
  - Lemmaku (en)
  - Rannapungerja